# Das mörderische Paradies
Das mörderische Paradies (Originaltitel: The Mean Season) ist ein US-amerikanischer Kriminalthriller aus dem Jahr 1985. Regie führte Phillip Borsos, das Drehbuch schrieb Leon Piedmont anhand des Kriminalromans Das mörderische Paradies (Originaltitel: The Heat of the Summer) von John Katzenbach.

## Handlung
Der Reporter Malcolm Anderson arbeitet für eine Zeitung in Miami. Er wird von einem Serienmörder angerufen, der sagt, er möge Andersons Schreibstil. Der Serientäter bietet Anderson einige Hintergrundinformationen an, die der Journalist verwendet. Der Mörder zeigt ein wachsendes Interesse am Privatleben des Reporters und entführt dessen Freundin, die Lehrerin Christine Connelly.

## Hintergründe
Der Film wurde im Miami-Dade County (Florida) und im Everglades-Nationalpark gedreht. Er spielte in den Kinos der USA ca. 4,3 Millionen US-Dollar ein.

## Kritiken
Janet Maslin schrieb in der New York Times vom 15. Februar 1985, der Film habe ein belebtes Tempo und viel Schwung. Es gebe mehr Überraschungen als notwendig. Kurt Russell spiele solide, aber es gebe keine Chemie zwischen ihm und Mariel Hemingway.
Das Lexikon des internationalen Films schrieb, der Film sei ein „spannender Thriller, der auch Fragen nach der Verantwortung der Presse“ stelle. Er sei „wegen einiger Vereinfachungen in der Charakterzeichnung, übertriebener Härten und des unausgeglichen inszenierten Endes jedoch nicht rundum gelungen“.

## Auszeichnungen
Phillip Borsos erhielt im Jahr 1985 einen Sonderpreis des Cognac Festival du Film Policier.